# Fiscalía Superior (España)

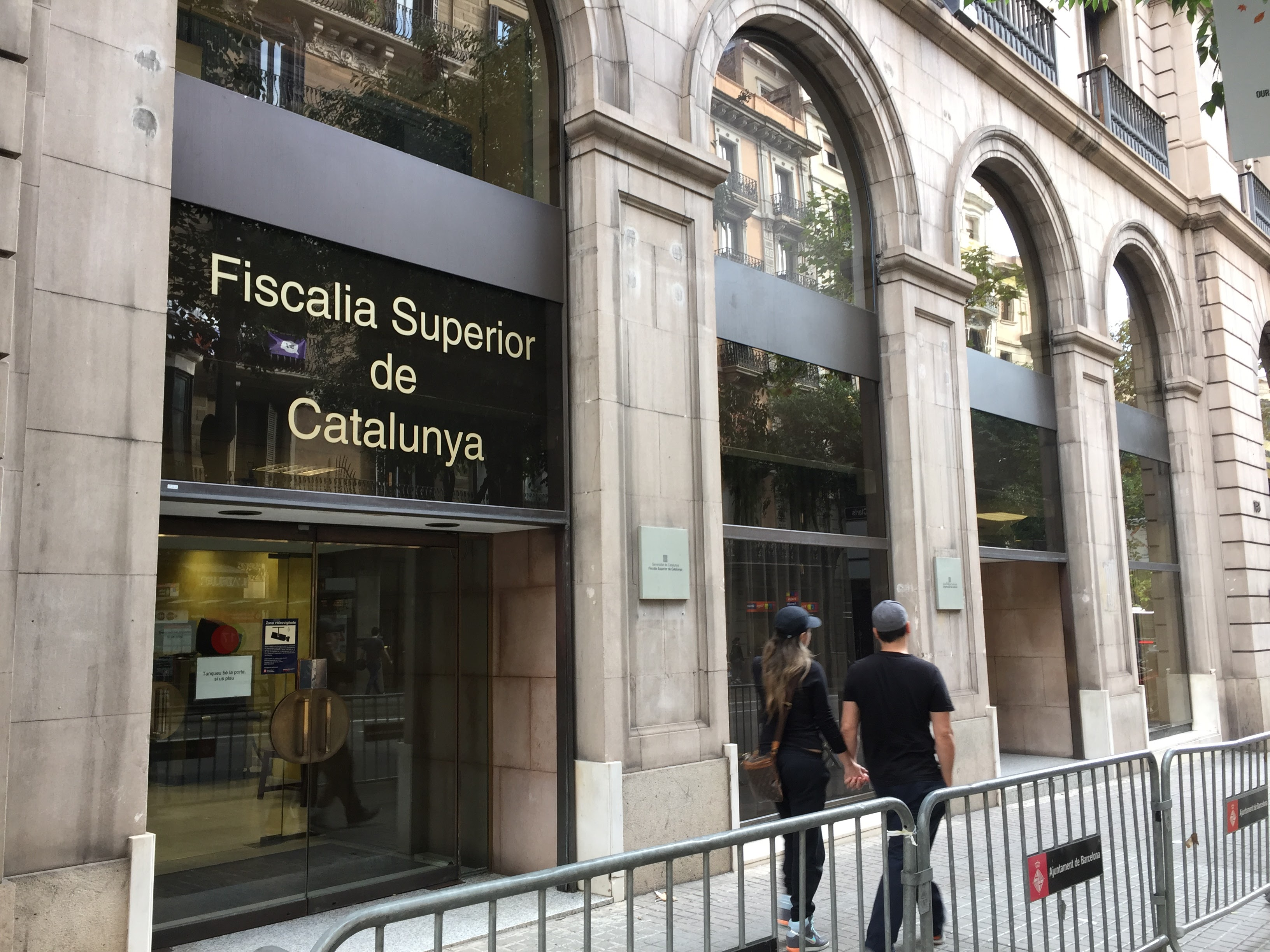
Sede de la Fiscalía Superior de Cataluña en Barcelona

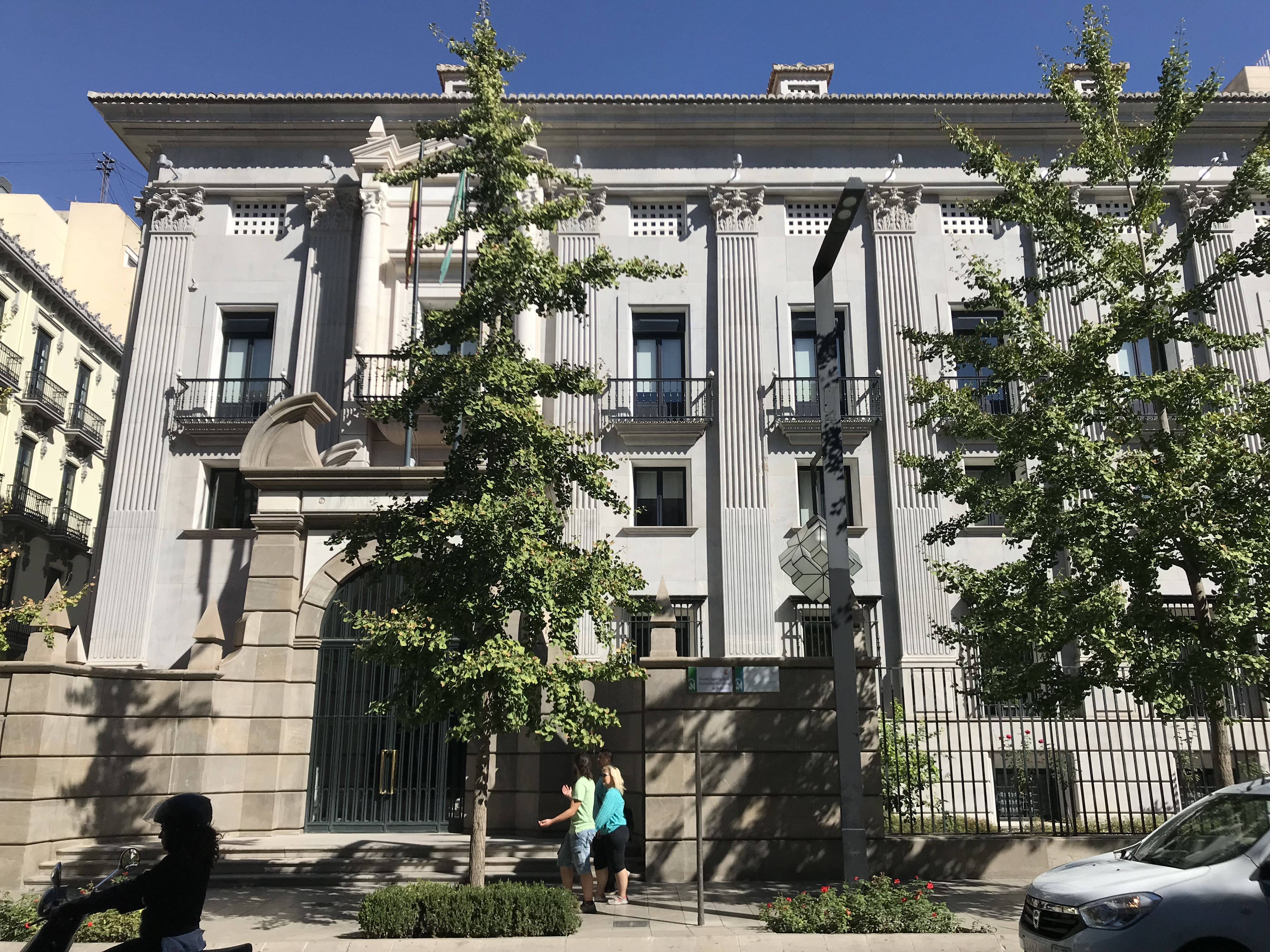
Edificio del Banco de España en Granada, sede de la Fiscalía de Andalucía

Las Fiscalías Superiores son órganos de ámbito autonómico del Ministerio Fiscal que ejercen sus funciones ante el Tribunal Superior de Justicia de la comunidad autónoma correspondiente. Existen un total de diecisiete. Tienen su sede en la ciudad que alberga el Tribunal Superior de Justicia.
Están dirigidas por el fiscal superior de la comunidad autónoma, quien asume la representación y jefatura del Ministerio Fiscal en todo el territorio de la región, sin perjuicio de las competencias que corresponden al fiscal general del Estado. Además, entre otras funciones, preside también la Junta de Fiscales Jefes de la comunidad autónoma. 

## Fiscalías Superiores por comunidad autónoma
| Imagen | Nombre                                          | Comunidad autónoma     | Sede                                                | Ciudad                     | Fiscal superior                   |
| ------ | ----------------------------------------------- | ---------------------- | --------------------------------------------------- | -------------------------- | --------------------------------- |
|        | Fiscalía Superior de Andalucía, Ceuta y Melilla | Andalucía              | Edificio del Banco de España                        | Granada                    | Jesús García Calderón             |
|        | Fiscalía Superior de Aragón                     | Aragón                 | Palacio de los Condes de Morata                     | Zaragoza                   | José María Rivera                 |
|        | Fiscalía Superior del Principado de Asturias    | Principado de Asturias | Palacio de Camposagrado                             | Oviedo                     | Esther Fernández García           |
|        | Fiscalía Superior de las Islas Baleares         | Islas Baleares         | Palacio de Justicia de Palma de Mallorca            | Palma de Mallorca          | Bartomeu Barceló                  |
|        | Fiscalía Superior de Canarias                   | Canarias               | Palacio de Justicia de Las Palmas                   | Las Palmas de Gran Canaria | Vicente Garrido                   |
|        | Fiscalía Superior de Cantabria                  | Cantabria              | Complejo Judicial de Las Salesas                    | Santander                  | Pilar Jiménez                     |
|        | Fiscalía Superior de Castilla y León            | Castilla y León        | Palacio de Justicia de Burgos                       | Burgos                     | Lourdes Rodríguez Rey             |
|        | Fiscalía Superior de Castilla-La Mancha         | Castilla-La Mancha     | Palacio de Justicia de Albacete                     | Albacete                   | José Martínez Jiménez             |
|        | Fiscalía Superior de Cataluña                   | Cataluña               | Palacio de Justicia de Barcelona                    | Barcelona                  | José María Romero de Tejada Gómez |
|        | Fiscalía Superior de la Comunidad Valenciana    | Comunidad Valenciana   | Casa Aduana Real                                    | Valencia                   | Antonio Montabes                  |
|        | Fiscalía Superior de Extremadura                | Extremadura            | Real Audiencia de Extremadura                       | Cáceres                    | Aurelio Blanco Peñalver           |
|        | Fiscalía Superior de Galicia                    | Galicia                | Palacio de Justicia de La Coruña                    | La Coruña                  | Fernando Suanzes Pérez            |
|        | Fiscalía Superior de La Rioja                   | La Rioja               | Palacio de Justicia de Logroño                      | Logroño                    | Enrique Stern                     |
|        | Fiscalía Superior de Navarra                    | Navarra                | Palacio de Justicia de Pamplona                     | Pamplona                   | José Antonio Sánchez              |
|        | Fiscalía Superior del País Vasco                | País Vasco             | Palacio de Justicia de Bilbao                       | Bilbao                     | Juan Ramón Calparsoro             |
|        | Fiscalía Superior de Madrid                     | Comunidad de Madrid    | Palacio del Tribunal Superior de Justicia de Madrid | Madrid                     | Jesús Caballero Klink             |
|        | Fiscalía Superior de la Región de Murcia        | Región de Murcia       | Palacio de Justicia de Murcia                       | Murcia                     | Manuel López Bernal               |